# Белоклювая серпоклювая райская птица
Белоклювая серпоклювая райская птица (лат. Drepanornis bruijnii) — вид воробьинообразных птиц из семейства райских птиц (Paradisaeidae). Подвидов не выделяют. Эндемик Новой Гвинеи. Видовое название дано в честь голландского натуралиста, морского офицера и торговца Антони Брёйна (1842—1900).

## Описание
Белоклювая серпоклювая райская птица — райская птица среднего размера, достигает длины 35 см и массы от 144 до 160 г. Самки немного меньше и легче самцов. Длина хвоста варьирует от 10,3 до 11,7 см, а длина сильно изогнутого клюва — от 7,4 до 8,3 см у самцов и от 6,8 до 7,9 см у самок. Окраска оперения наиболее невзрачная среди райских птиц. Голова тёмно-коричневого цвета с двумя радужными пучками перьев на макушке. Обширные неоперённые участки лица, окружающие каждый глаз и покрывающие большую часть лица, свинцово-серого цвета. У самцов по бокам груди и брюха располагаются относительно обширные участки с большими перьями. Самые длинные с каждой стороны груди перья тёмно-серого цвета с медно-красными или красноватыми переливающимися кончиками; остальные перья по бокам груди имеют кончики с зеленовато-медным отливом. Верхняя сторона тела тусклого коричневато-оливкового цвета, а нижняя — серовато-коричневая. Клюв бледного цвета слоновой кости. Хвост от рыжеватого до охристо-коричневого цвета, ноги и ступни свинцово-фиолетовые. Радужная оболочка тёмно-коричневая. Самки в общем похожи на самцов, но у них нет радужных перьев на голове; неоперённые участки на лице менее обширные, а нижняя сторона тела от серовато-коричневого до красновато-коричневого цвета со светлыми поперечными полосками.

## Распространение и места обитания
Белоклювая серпоклювая райская птица распространена в северной части Новой Гвинеи от юго-восточного побережья залива Чендравасих до прибрежных районов провинции Сандаун. Обитает в низменных дождевых лесах, населяет как девственные леса, так и тропические леса с выборочными лесозаготовками. Особенно часто её можно встретить в лесах вдоль речного русла. Встречается на высоте до 180 м над уровнем моря.

## Биология
Питается фруктами и членистоногими.
Биология размножения исследована недостаточно. Для белоклювой серпоклювой райской птицы характерна полигиния, т. е. самцы спариваются с максимально возможным количеством самок. После спаривания с одной самкой самцы сразу начинают поиск следующей партнёрши. Самка одна строит гнездо, насиживает кладку и заботится о птенцах.